# ティーンエイジャーズ
ティーンエイジャーズ (Teenagers) は、アメリカのバンド、マイ・ケミカル・ロマンスが2006年に発表した楽曲。作曲はマイ・ケミカル・ロマンスで、アルバム『ザ・ブラック・パレード』に収録されている。2007年7月9日にアルバムからのフォースシングルとしてリリース。